# Władysław Anders
Pour les articles homonymes, voir Anders.
Władysław Albert Anders est un général de l’armée polonaise (général d'armée), né le 11 août 1892 à Błonie (pl) (Pologne) et mort le 12 mai 1970 à Londres.
Pendant la Seconde Guerre mondiale, il a été commandant en chef de l’armée polonaise en Union soviétique à la suite du déclenchement de l'opération Barbarossa, puis au Moyen-Orient et en Italie de 1942 à 1945, sous l'autorité du chef suprême de l'armée polonaise, le général Władysław Sikorski, puis du général Kazimierz Sosnkowski après la mort de Sikorski.
Son nom reste attaché aux durs combats et à la victoire de Monte Cassino, parachevée par les forces polonaises qu'il commandait, et parmi lesquelles il a souhaité être enterré en 1970.

## Biographie
Né dans la partie sous contrôle russe de la Pologne, il finit ses études dans une école secondaire à Varsovie puis les poursuit à l’université technique de Riga. En 1913, il rejoint l’armée russe et y intègre l’école de cavalerie. Il prend part aux combats de la Première Guerre mondiale comme chef d'une unité de cavalerie : il est trois fois blessé. En 1917, il suit les cours à l’Académie de l’état-major de Saint-Pétersbourg, puis prend part à la formation des branches et des corps polonais, dirigés par le général Dowbór-Muśnicki (pl) (1867-1937). Après la capitulation de l'Allemagne, il revient en Pologne et rejoint en 1918 l'armée de la nouvelle République polonaise. Il est chef de l’état-major de la Grande-Pologne. Durant la guerre russo-polonaise en 1920, il dirigea les uhlans de Poznań (pl). Il rejoint l’École supérieure de guerre à Paris et devient, en 1925, le commandant militaire de Varsovie. En 1932, il conduit l’équipe d’équitation polonaise lors de la compétition hippique de la Coupe des Nations à Nice.
Entre 1928 et 1939, il commande les brigades de cavalerie basées dans l’Est du pays (Kresowa Brygada Kawalerii, puis Nowogródzka Brygada Kawalerii). C'est avec cette dernière qu’il s’engage dans la campagne de septembre 1939.
En luttant contre les Allemands, il passe avec son groupement opérationnel dans le Sud où il affronte l’Armée rouge qui a attaqué la partie orientale de Pologne le 17 septembre, selon l'accord d'invasion concertée de la Pologne conclu entre Hitler et Staline par le Pacte germano-soviétique. Blessé, il est capturé le 28 septembre 1939, à Turka à proximité de la frontière hongroise, et emprisonné par le NKVD à Lwów, puis à Moscou.
Après le déclenchement de l'opération Barbarossa, les Soviétiques choisissent de le libérer après dix-huit mois de captivité (dont sept à la Loubianka de Moscou) : les accords Sikorski-Maïski entre Moscou et le Gouvernement polonais en exil à Londres prévoient en effet la formation d’une armée polonaise en Union soviétique qui a pour mission de combattre les Allemands au côté de l'Armée rouge. Le 4 août 1941, il devient ainsi le commandant des forces armées polonaises en URSS (sous le nom « Armia Andersa »). Il est alors promu général de division.
En 1941, il crée le Service auxiliaire féminin polonais,.
Il obtient de Staline l’évacuation vers l’Iran de cette armée en mars 1942 (40 000 personnes y compris les femmes et les enfants), puis durant l’été de 1942 (55 000 hommes). Il réussit à faire évacuer au total 115 000 personnes.
Il devient commandant en chef de l’armée polonaise au Moyen-Orient : en Iran, en Irak, puis en Palestine. Cette armée deviendra le Deuxième corps polonais, intégré à la 8e armée britannique, commandée par le général Oliver Leese. Par la suite, il commanda le 2e corps durant la bataille de Monte Cassino et la suite de la campagne d'Italie. Il assurera également la prise d'Ancône. Il a pour commandant en second le général de brigade Zygmunt Bohusz-Szyszko qui va lui succéder à la tête du 2e corps le 11 mars 1945.
Auprès du commandement polonais, il manifeste sa vive opposition au déclenchement de l'Insurrection de Varsovie, à la fin de l'été 1944.
Très critique sur la conférence de Yalta, en froid avec Churchill, il accepte néanmoins le poste de commandant en chef par intérim des Forces armées polonaises le 26 février 1945, poste qu'il abandonne dès la libération du général Bór-Komorowski.
Il reste en Angleterre après la fin de la guerre, et le gouvernement polonais communiste le déchoit de sa nationalité polonaise et de son grade. Ceux-ci lui sont rendus post mortem en 1989, lors de la chute du communisme en Pologne, dans la vague de la chute du mur de Berlin.
Il a été commandeur de la Légion d'honneur et de l'ordre Polonia Restituta.
Conformément à ses dernières volontés, il est inhumé au milieu de ses soldats, au cimetière militaire polonais du Monte Cassino.
Ses mémoires illustrent, avec amertume, ce qui va être ensuite appelé la « Trahison de l'Ouest ».

### Vie privée
Anders a été marié deux fois. Il a deux enfants de son premier mariage avec Irena Maria Jordan-Krąkowska (1894-1981) – une fille, Anna (1919-2006) et un fils, George (1927-1983).
En 1948, il se remarie avec l'actrice et chanteuse polonaise Irena Jarosiewicz, plus connue sous son nom de scène Renata Bogdańska, qui l'a accompagné pendant la Seconde Guerre mondiale en participant au théâtre aux armées, avec laquelle il a une fille, Anna Maria Anders (pl) (née en 1950)  devenue une femme politique en Pologne et ambassadrice de Pologne en Italie en 2019.

## Distinctions
- Commandeur de l'Ordre Polonia Restituta
- Commandeur de la Légion d'honneur

## Sources et références
1. ↑   Quartier de Krośniewice, powiat de Kutno
2. ↑  Depuis mars 1939, à la suite du Premier arbitrage de Vienne, Pologne et Hongrie ont une frontière commune
3. ↑  Maria Maćkowska, Pomocnicza Służba Kobiet w Polskich Siłach Zbrojnych, Londres, 1990, p. 11.
4. ↑  Anna D. Jaroszynśka-Kirchmann, The exile mission: the Polish political diaspora and Polish Americans, 1939-1956, Ohio University Press, 2004,  (ISBN 0-8214-1526-3), p. 30.
5. ↑  Mémoires, 1939-1946, W.Anders, op.cit.
6. ↑  Mémoires 1939-1946, op. cit. p. 296
7. ↑  Sébastien Le Fol, « Face à Hitler et Staline, le destin tragique du général polonais Anders : "Sa vie est une leçon de résistance morale" », lexpress.fr, 9 août 2025.
8. ↑  « Irena Maria Anders (Jordan-Krąkowska) »
9. ↑  Irena Anders buried at Monte Cassino.